# Noble -Live-
Noble -Live- je koncertním albem skupiny Versailles -Philharmonic Quintet-, který vyšlo 1. září 2010. Jedná se o live verzi jejich dřívějšího debutového alba Noble. Koncertní verze, ale oproti původní, neobsahuje skladby To the Chaos Inside a Episode, ale je doplněna o skladbu Prince.

## Seznam skladeb
| Pořadí         | Název                            | Hudba          | Text           | Délka |
| -------------- | -------------------------------- | -------------- | -------------- | ----- |
| 1.             | Prelude                          | Kamijo         | Kamijo         | 4:24  |
| 2.             | Aristocrat's Symphony            | Kamijo         | Kamijo         | 6:31  |
| 3.             | Antique in the Future            | Kamijo         | Kamijo         | 6:13  |
| 4.             | Second Fear -Another Descendant- | Teru           | Kamijo         | 3:13  |
| 5.             | Zombie                           | Teru           | Kamijo         | 4:16  |
| 6.             | After Cloudia                    | Hizaki         | Kamijo         | 5:14  |
| 7.             | Windress                         | Hizaki         | Kamijo         | 4:25  |
| 8.             | The Revenant Choir               | Versailles     | Kamijo         | 6:18  |
| 9.             | Suzerain                         | Hizaki         | Kamijo         | 4:35  |
| 10.            | History of the Other Side        | Hizaki         | Kamijo         | 9:54  |
| 11.            | Prince                           | Hizaki         | Kamijo         | 5:57  |
| Celková délka: | Celková délka:                   | Celková délka: | Celková délka: | 61:00 |